# Pterostylis ingens
Pterostylis ingens är en orkidéart som först beskrevs av Herman Montague Rucker Rupp, och fick sitt nu gällande namn av David Lloyd Jones. Pterostylis ingens ingår i släktet Pterostylis och familjen orkidéer. Inga underarter finns listade i Catalogue of Life.